# Aphanopus beckeri
Aphanopus beckeri is een  straalvinnige vissensoort uit de familie van haarstaarten (Trichiuridae). De wetenschappelijke naam van de soort is voor het eerst geldig gepubliceerd in 1994 door Parin.